# Parc national Hattah-Kulkyne
Le parc national Hattah-Kulkyne est un parc national situé au Victoria en Australie à 417 km au nord-ouest de Melbourne.
Le parc est limité au nord par le fleuve Murray et abrite plusieurs lacs et cours d'eau  souvent à secs.
Le parc est traversé par plusieurs lignes à haute-tension.
Le parc fait partie du site Ramsar des lacs Hattah-Kulkyne depuis le 15 décembre 1982.